# Eriopyga remipes
Eriopyga remipes är en fjärilsart som beskrevs av Hans Zerny 1916. Eriopyga remipes ingår i släktet Eriopyga och familjen nattflyn. Inga underarter finns listade i Catalogue of Life.